# Bisdom Bossangoa

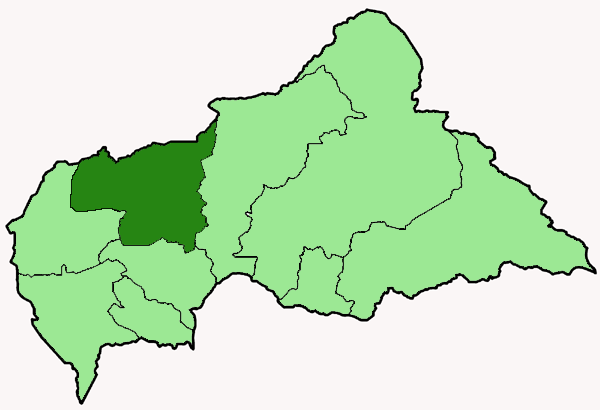
Het bisdom Bossangoa binnen de Centraal-Afrikaanse Republiek

Het bisdom Bossangoa (Latijn: Dioecesis Bossangoensis) is een van de negen rooms-katholieke bisdommen van de Centraal-Afrikaanse kerkprovincie en is suffragaan aan het aartsbisdom Bangui. Momenteel is de zetel van het bisdom Bossangoa sede vacante.

## Geschiedenis
- 9 februari 1959: Oprichting als apostolische prefectuur Bossangoa uit een deel van het bisdom Berbérati
- 16 januari 1964: Promotie tot bisdom Bossangoa

## Leiderschap
- Apostolisch prefect

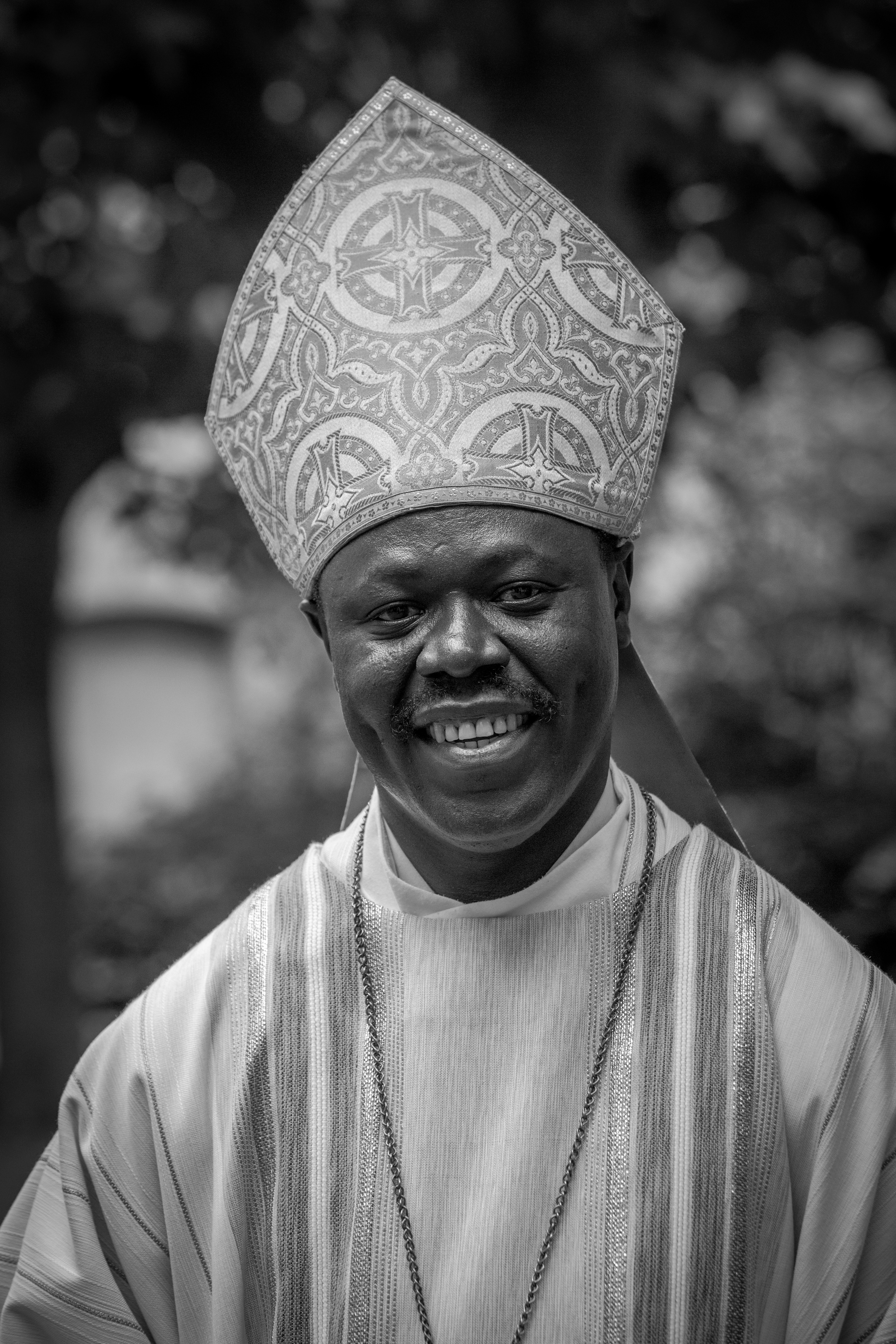
Mgr Nestor-Désiré Nongo-Aziagbia.

  - Léon-Toussaint-Jean-Clément Chambon (14 december 1959 – 16 januari 1964, later bisschop)
- Bisschop van Bossangoa
  - Bisschop Léon-Toussaint-Jean-Clément Chambon (16 januari 1964 – 22 april 1978)
  - Bisschop Sergio Adolfo Govi (22 april 1978 – 10 juni 1995)
  - Aartsbisschop Paulin Pomodimo (10 juni 1995 – 26 juli 2003)
  - Bisschop François-Xavier Yombandje (3 april 2004 – 16 mei 2009, sinds 26 oktober 2003 apostolisch administrator)
    - Mgr. Pascal Tongamba (16 mei 2009 - 14 mei 2012, apostolisch administrator)

  - Bisschop Nestor-Désiré Nongo-Aziagbia (sinds 14 mei 2012)